# Spilogona xuei
Spilogona xuei är en tvåvingeart som beskrevs av Wang och Xu 1997. Spilogona xuei ingår i släktet Spilogona och familjen husflugor. Inga underarter finns listade i Catalogue of Life.